# Mille chilometri per una lettera
Mille chilometri per una lettera (o 10.000 Km per una lettera) è un cortometraggio del 1910 diretto da Enrico Novelli.